# Manner (виробник солодощів)

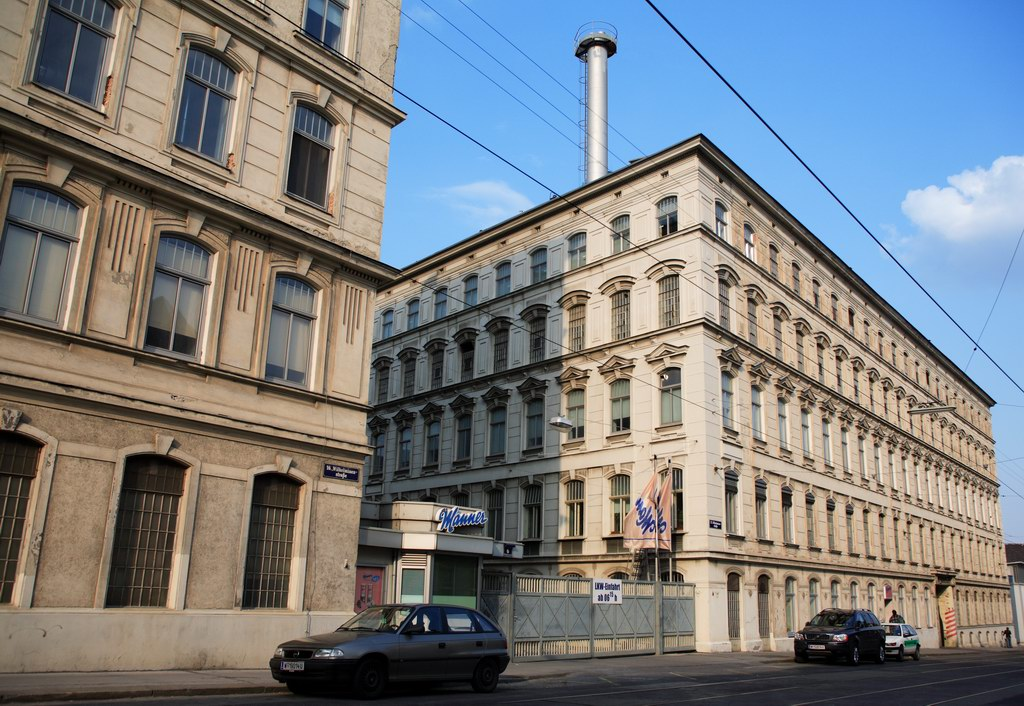
Фабрика Manner у Гернальсі, Відень

Маннер (Manner) — лінія виробництва кондитерських виробів австрійського конгломерату, Josef Manner & Comp AG. Компанія, заснована 1890-го року, виробляє широкий асортимент солодощів. Він включає вафлі, цукерки, солодощі з шоколадом, кокосові солодощі й безліч сезонних продуктів.
Найпопулярніша продукція — «неаполітанські вафлі», вперше спечені 1898-го року. Продаються пакунками по 10 вафель розміром 47 x 17 x 17 мм, всередині наповнені фундуковим кремом. Цей фундук спочатку привозили з італійського Неаполя, що й дало назву солодощам. Рецепт до наших часів лишився незмінним.
Логотип компанії — Собор Св. Стефана, що у Відні. Його створено у 1890-ті роки, коли Йозеф Маннер відкрив свій перший магазин навпроти цього собору. Віденський архієпископ погодився, що компанія Manner має право використовувати зображення храму на логотипі, за що фабрика погодилась оплатити роботу каменяра, який ремонтував собор.

## У попкультурі
Вафлі Manner з'явились в камео у фільмі Термінатор 3: Повстання машин, де Термінатор, якого грав австрієць за походженням, Арнольд Шварцнеґґер, бере кілька пачок, коли купує продукти на автостанції посеред пустелі. Вафлі Manner — одні з найулюбленіших снеків Шварцнеґґера, тому він і вирішив показати їх у фільмі. Manner запустили в Австрії серію рекламних роликів у 2003 році, якраз тоді, коли стрічка йшла у кінотеатрах.
Manner були спонсором мексиканського лижника Hubertus Von Hohenlohe, найстаршого атлета на Зимових Олімпійських іграх 2010-го року.